# Color of Your Life
«Color of Your Life» —en español: «El color de tu vida»— es una canción compuesta por Andy Palmer y Kamil Varen, e interpretada en inglés por Michał Szpak. Se lanzó como descarga digital el 11 de marzo de 2016 mediante Sony Music Entertainment Poland como el cuarto sencillo de su álbum Byle być sobą. Fue elegida para representar a Polonia en el Festival de la Canción de Eurovisión de 2016 tras ganar la final nacional polaca, Krajowe Eliminacje, en 2016.
El videoclip oficial de la canción se publicó en YouTube el 21 de diciembre de 2015.

## Festival de Eurovisión

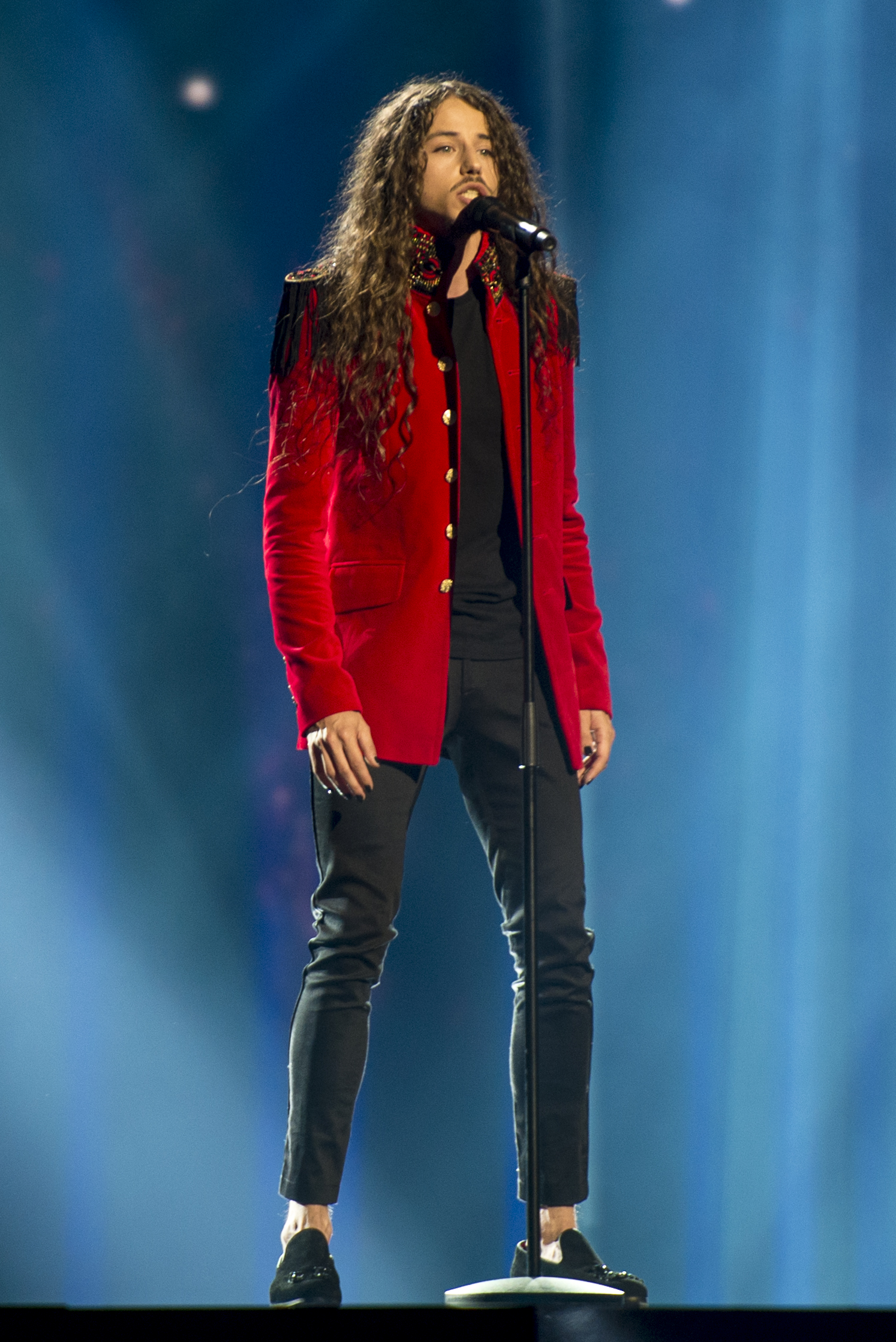
Szpak interpretando la canción durante el Festival de la Canción de Eurovisión 2016.

### Krajowe Eliminacje
La Televisión Polaca (TVP) abrió un plazo de presentación para que los artistas y compositores interesados enviaran sus canciones entre el 28 de enero y el 8 de febrero de 2016. La emisora recibió 88 canciones al final del plazo. Un comité de cinco miembros seleccionó nueve canciones de las recibidas para competir en la final nacional. El comité consistió de Anna Will (Polskie Radio), Artur Orzech (comentarista de Eurovisión, presentador y periodista de radio y televisión), Zygmunt Kukla (director, compositor), Robert Janowski (cantante, compositor, organizador de televisión y actor) y Waldemar Skowroński (periodista). Las canciones e intérpretes seleccionados se anunciaron el 16 de febrero de 2016 durante el programa Świat się kręci, presentado por Artur Orzech. Entre el 23 de febrero y el 4 de marzo, cada artista competidor presentó su canción en vivo en el programa Świat się kręci. Los artistas debían presentar un vídeo promocional a TVP antes del 1 de marzo de 2016.

#### La Final
La canción «Color of your life» fue interpretada durante la final celebrada el 5 de marzo de 2016. Allí, recibió el 35,89% del televoto y se declaró ganadora, siendo así elegida para representar a Polonia en el Festival de la Canción de Eurovisión de 2016.

### Festival de la Canción de Eurovisión 2016
Esta canción fue la representación polaca en el Festival de la Canción de Eurovisión 2016.
El 25 de diciembre de 2016, se organizó un sorteo de asignación en el que se colocaba a cada país en una de las dos semifinales, además de decidir en qué mitad del certamen actuarían.
Así, la canción fue interpretada en segundo lugar durante la segunda semifinal, celebrada el 12 de mayo de ese año, precedida por Letonia con Justs interpretando «Heartbeat» y seguida por Suiza con Rykka interpretando «The last of our kind». Durante la emisión del certamen, la canción fue anunciada entre los diez temas elegidos para pasar a la final, y por lo tanto cualificó para competir en esta. La canción había quedado en sexto puesto de 18 con 151 puntos.
Días más tarde, durante la final celebrada el 19 de mayo de 2016, la canción fue interpretada en duodécimo lugar, precedida por Francia con Amir Haddad interpretando «J'ai cherché» y seguida por Australia con Dami Im interpretando «Sound of silence». Finalmente, la canción quedó en octavo puesto con 229 puntos.